# 게이오 전철 7000계 전동차
게이오 전철 7000계 전동차(일본어: 京王7000系電車)는 1984년에 도입된 게이오 전철의 직류 통근형 전동차이다. 1984년에 최초로 도입을 시작으로 1996년까지 190량이 제작되었다. 2003년부터 2012년까지 VVVF 제어로 교체하는 작업이 시작되었다.